# Distretto di Sōma
Il distretto di Sōma (相馬郡, Sōma-gun?) è uno dei distretti della prefettura di Fukushima, in Giappone.
Attualmente fanno parte del distretto i comuni di Iitate e Shinchi.
| Controllo di autorità | VIAF (EN) 135307148 · LCCN (EN) nr92016934 · J9U (EN, HE) 987007540377605171 · NDL (EN, JA) 00398164 |